# Jerónimo Francisco de Lima
Jerónimo Francisco de Lima (Lisboa, 30 de setembro de 1743 - 19 de fevereiro de 1822) foi um compositor português.

## Vida
Jerónimo Francisco de Lima após estudos no Seminário da Patriarcal de Lisboa de 1761 a 1767, foi para Nápoles, onde se formou musicalmente no Conservatório de Sant'Onofrio Porta Capuana juntamente com o colega compositor João de Sousa Carvalho. Regressou a Lisboa, foi nomeado organista e maestro do Seminário Patriarcal, em que começou a compor, especialmente serenatas dramas e música a ser cantada na corte portuguesa. Entre os seus trabalhos destaca-se Le nozze d'Ercole e d'Ebe, opera, para celebrar um casamento entre dois membros da família real, espanhola e portuguesa. Em 1787, esteve ao serviço do escritor Inglês William Beckford em Sintra. Mais tarde, escreveu diversas obras sacras, em 1798, foi nomeado (maestro di cappella) do Seminário, sucedendo a João de Sousa Carvalho. Seu trabalho de ópera em "tre drammi giocosi": Lo spirito in contradizione, foi colocado em cena, em 1772, no Palácio de Inverno de Salvaterra de Magos e foi posteriormente retomado no Teatro de São Carlos, em Lisboa, caracterizado pela presença de recitativos e acompanhado por uma rica orquestração, sofrem alguma influência do estilo de Nicholas Jommelli, o compositor preferido da corte Portuguesa.

## Composição (Ópera)
- Lo spirito in contradizione (dramma giocoso, libreto de Gaetano Martinelli, 1772, Lisboa)
- Gli orti esperidi (serenata, libreto de Pietro Metastasio, 1779, Lisboa)
- Enea in Tracia (dramma per musica, libreto de Gaetano Martinelli, 1781, Lisboa)
- Teseo (dramma per musica da cantarsi, libreto de Gaetano Martinelli, 1783, Lisboa)
- O hymeneo (pequeno drama para se cantar, libreto de M. J. Dias Azedo e A. da Silva Morais, 1783)
- La vera costanza (dramma giocoso, 1785, Lisboa)
- Le nozze d'Ercole e d'Ebe (dramma per musica da cantarsi, 1785, Lisboa)

## Outras obras (sacras e profanas)
- O templo da glória (1802)
- La Galatea (cantata para 5 vozes e instrumentos)
- Dixit Dominus para 8 vozes
- Magnificat para 4 vozes e baixo contínuo
- Outras numerosas obras sacras